# Persone di nome Álvaro
| Questa pagina contiene informazioni ricavate automaticamente dalle voci biografiche con l'ausilio del template Bio e di un bot. L'aggiornamento è periodico e automatico e ricostruisce completamente la pagina. Se manca una persona in questa lista, sei pregato di non aggiungerla, ma accertati piuttosto che la sua voce biografica contenga il template Bio e che i dati anagrafici siano correttamente compilati. Se il template Bio manca, inseriscilo tu stesso o, in alternativa, metti l'avviso {{tmp\|Bio}} che ne segnala la mancanza. Se i dati riportati sono sbagliati, correggi direttamente la voce biografica; le modifiche saranno visibili in questa lista entro pochi giorni. Per chiarimenti vedi il progetto antroponimi. La lista contiene solo le 185 persone che sono citate nell'enciclopedia e per le quali è stato implementato correttamente il template Bio. Pagina aggiornata al 16 ott 2024. |

Questa è una lista di persone presenti nell'enciclopedia che hanno il prenome Álvaro, suddivise per attività principale.

## Allenatori di calcio(11)
- Álvaro Misael Alfaro, allenatore di calcio e ex calciatore salvadoregno (Nueva San Salvador, n. 1971)
- Álvaro Arbeloa, allenatore di calcio e ex calciatore spagnolo (Salamanca, n. 1983)
- Álvaro Benito, allenatore di calcio e ex calciatore spagnolo (Salamanca, n. 1976)
- Álvaro Cervera, allenatore di calcio e ex calciatore spagnolo (Malabo, n. 1965)
- Álvaro Gutiérrez, allenatore di calcio e ex calciatore uruguaiano (Montevideo, n. 1968)
- Álvaro Magalhães, allenatore di calcio e ex calciatore portoghese (Lamego, n. 1961)
- Álvaro Pacheco, allenatore di calcio e ex calciatore portoghese (Lixa, n. 1971)
- Álvaro Pereira, allenatore di calcio e ex calciatore uruguaiano (Montevideo, n. 1985)
- Álvaro Recoba, allenatore di calcio e ex calciatore uruguaiano (Montevideo, n. 1976)
- Álvaro Rubio, allenatore di calcio e ex calciatore spagnolo (Logroño, n. 1979)
- Álvaro Santos, allenatore di calcio e ex calciatore brasiliano (San Paolo, n. 1980)

## Architetti(1)
- Álvaro Siza, architetto portoghese (Matosinhos, n. 1933)

## Astronomi(1)
- Álvaro López-García, astronomo spagnolo (n. 1941 - Valencia, † 2019)

## Atleti(2)
- Álvaro Mejía, atleta colombiano (Medellin, n. 1940 - Bogotà, † 2021)
- Álvaro Ribeiro, atleta brasiliano (San Paolo, n. 1901 - † 1979)

## Attori(8)
- Álvaro Cervantes, attore spagnolo (Barcellona, n. 1989)
- Tony Dalton, attore statunitense (Laredo, n. 1975)
- Álvaro Escobar, attore, conduttore televisivo e politico statunitense (Maryland, n. 1966)
- Álvaro Guerrero, attore messicano (Città del Messico, n. 1949)
- Álvaro de Luna, attore spagnolo (Madrid, n. 1935 - Madrid, † 2018)
- Álvaro Morte, attore spagnolo (Algeciras, n. 1975)
- Álvaro Quintana, attore, musicista e ballerino spagnolo (Madrid, n. 1990)
- Álvaro Rico, attore spagnolo (La Puebla de Montalbán, n. 1996)

## Beati(1)
- Álvaro Santos Cejudo, beato spagnolo (Daimiel, n. 1880 - Alcázar de San Juan, † 1936)

## Cantanti(1)
- Álvaro Véliz, cantante e compositore cileno (Santiago del Cile, n. 1972)

## Cantautori(2)
- Joe Arroyo, cantautore colombiano (Cartagena de Indias, n. 1955 - Barranquilla, † 2011)
- Álvaro Soler, cantautore e musicista spagnolo (Barcellona, n. 1991)

## Cardinali(1)
- Álvaro Leonel Ramazzini Imeri, cardinale e vescovo cattolico guatemalteco (Città del Guatemala, n. 1947)

## Cavalieri(1)
- Álvaro de Miranda Neto, cavaliere brasiliano (San Paolo, n. 1973)

## Cestisti(6)
- Álvaro Muñoz Borchers, cestista spagnolo (Avila, n. 1990)
- Álvaro Roca, ex cestista uruguaiano (Montevideo, n. 1939)
- Álvaro Salvadores, cestista cileno (Lanco, n. 1928 - Cartagena de Indias, † 2002)
- Álvaro Sanz, cestista spagnolo (Saragozza, n. 1998)
- Álvaro Teherán, cestista colombiano (Cartagena, n. 1966 - María la Baja, † 2020)
- Álvaro Tito, ex cestista e allenatore di pallacanestro uruguaiano (Montevideo, n. 1962)

## Ciclisti su strada(4)
- Álvaro Cuadros, ex ciclista su strada spagnolo (Granada, n. 1995)
- Álvaro Hodeg, ciclista su strada colombiano (Montería, n. 1996)
- Álvaro Mejía, ex ciclista su strada colombiano (Santa Rosa de Cabal, n. 1967)
- Álvaro Pino, ex ciclista su strada e dirigente sportivo spagnolo (Ponteareas, n. 1956)

## Diplomatici(1)
- Álvaro de Aguilar, diplomatico spagnolo (Madrid, n. 1892 - Madrid, † 1974)

## Dirigenti sportivi(1)
- Álvaro González de Galdeano, dirigente sportivo e ex ciclista su strada spagnolo (Vitoria, n. 1970)

## Esploratori(2)
- Álvaro Fernandes, esploratore portoghese
- Álvaro de Mendaña, esploratore, navigatore e cartografo spagnolo (Congosto, n. 1542 - Nendo, † 1595)

## Filosofi(1)
- Álvaro Ribeiro, filosofo portoghese (Porto, n. 1905 - Lisbona, † 1981)

## Generali(3)
- Álvaro López Miera, generale e politico cubano (L'Avana, n. 1943)
- Álvaro José de Navia-Osorio y Vigil de la Rúa, generale, diplomatico e scrittore spagnolo (Puerto de Vega, n. 1684 - Orano, † 1732)
- Álvaro de Bazán, generale spagnolo (Granada, n. 1526 - Lisbona, † 1588)

## Gesuiti(1)
- Álvaro Semedo, gesuita portoghese († 1658)

## Giocatori di beach volley(1)
- Álvaro Morais Filho, giocatore di beach volley brasiliano (n. 1990)

## Giocatori di calcio a 5(3)
- Álvaro Aparicio, ex giocatore di calcio a 5 spagnolo (Madrid, n. 1977)
- Álvaro Muñoz, ex giocatore di calcio a 5 spagnolo (n. 1966)
- Álvaro Piñeiro, ex giocatore di calcio a 5 uruguaiano (n. 1971)

## Giocatori di football americano(1)
- Álvaro Fadini, giocatore di football americano brasiliano

## Giuristi(2)
- Álvaro Gil-Robles, giurista e attivista spagnolo (Lisbona, n. 1944)
- Álvaro d'Ors, giurista e storico spagnolo (Barcellona, n. 1915 - Pamplona, † 2004)

## Golfisti(1)
- Álvaro Quirós, golfista spagnolo (Guadiaro, n. 1983)

## Marciatori(1)
- Álvaro Martín, marciatore spagnolo (Llerena, n. 1994)

## Mezzofondisti(1)
- Álvaro de Arriba, mezzofondista spagnolo (Salamanca, n. 1994)

## Militari(2)
- Álvaro Gonçalves Coutinho, militare e nobile portoghese (Penedono)
- Álvaro Vaz de Almada, I conte di Avranches, militare portoghese (Alverca do Ribatejo, † 1449)

## Navigatori(1)
- Álvaro de Saavedra, navigatore e esploratore spagnolo (Castiglia - Isole Marshall, † 1529)

## Nobili(3)
- Álvaro de Zúñiga, nobile spagnolo (Encinas, n. 1410 - Béjar, † 1488)
- Alvaro d'Orléans, nobile francese (Coburgo, n. 1910 - Monte Carlo, † 1997)
- Álvaro Manrique de Zúñiga, nobile spagnolo (Spagna, † 1590)

## Piloti automobilistici(1)
- Álvaro Parente, pilota automobilistico portoghese (Porto, n. 1984)

## Piloti motociclistici(3)
- Álvaro Bautista, pilota motociclistico spagnolo (Talavera de la Reina, n. 1984)
- Álvaro Díaz, pilota motociclistico spagnolo (Valencia, n. 2003)
- Álvaro Molina, pilota motociclistico spagnolo (Huétor Vega, n. 1976)

## Pittori(2)
- Álvaro Pires de Évora, pittore portoghese (Évora - † 1450)
- Álvaro Alcalá Galiano y Vildósola, pittore e decoratore spagnolo (Bilbao, n. 1873 - Paracuellos, † 1936)

## Politici(14)
- Álvaro Amaro, politico portoghese (Coimbra, n. 1953)
- Álvaro Araújo, politico colombiano (Santa Marta, n. 1967)
- Álvaro Arzú, politico guatemalteco (Città del Guatemala, n. 1946 - Città del Guatemala, † 2018)
- Álvaro Colom Caballeros, politico guatemalteco (Quetzaltenango, n. 1951 - Città del Guatemala, † 2023)
- Álvaro Cunhal, politico portoghese (Sé Nova, n. 1913 - Lisbona, † 2005)
- Álvaro Delgado Ceretta, politico uruguaiano (Montevideo, n. 1969)
- Álvaro Figueroa y Torres, politico e imprenditore spagnolo (Madrid, n. 1863 - Madrid, † 1950)
- Álvaro García Linera, politico boliviano (Cochabamba, n. 1962)
- Álvaro de Luna, politico spagnolo (Cañete - Valladolid, † 1453)
- Álvaro Magaña, politico, avvocato e economista salvadoregno (Ahuachapán, n. 1926 - San Salvador, † 2001)
- Álvaro Noboa, politico e imprenditore ecuadoriano (Guayaquil, n. 1950)
- Álvaro Obregón, politico e generale messicano (Navojoa, n. 1880 - Città del Messico, † 1928)
- Álvaro Uribe Vélez, politico e avvocato colombiano (Medellín, n. 1952)
- Álvaro de Castro, politico portoghese (Guarda, n. 1878 - Coimbra, † 1928)

## Registi(1)
- Álvaro Brechner, regista, sceneggiatore e produttore cinematografico uruguaiano (Montevideo, n. 1976)

## Religiosi(1)
- Álvaro Rodríguez Echeverría, religioso costaricano (San José, n. 1942)

## Saggisti(1)
- Álvaro Vargas Llosa, saggista peruviano (Lima, n. 1966)

## Scrittori(6)
- Álvaro Bermejo, scrittore e giornalista spagnolo (San Sebastián, n. 1959)
- Álvaro do Carvalhal, scrittore portoghese (Argeriz, n. 1844 - Coimbra, † 1868)
- Álvaro Cepeda Samudio, scrittore, giornalista e regista colombiano (Barranquilla, n. 1926 - New York, † 1972)
- Álvaro Enrigue, scrittore messicano (Guadalajara, n. 1969)
- Álvaro Mutis, scrittore e poeta colombiano (Bogotà, n. 1923 - Città del Messico, † 2013)
- Álvaro Pombo, scrittore e poeta spagnolo (Santander, n. 1939)

## Snowboarder(1)
- Álvaro Romero, snowboarder spagnolo (n. 2003)

## Sovrani(3)
- Álvaro I del Congo, re (Mbanza Congo, n. 1530 - Mbanza Congo, † 1587)
- Álvaro II del Congo, re (Mbanza Congo, n. 1565 - Mbanza Congo, † 1614)
- Álvaro III del Congo, re (Mbanza Congo, n. 1595 - Mbanza Congo, † 1622)

## Tennisti(2)
- Álvaro Betancur, ex tennista colombiano (Medellín, n. 1950)
- Álvaro Fillol, ex tennista cileno (Santiago del Cile, n. 1952)

## Vescovi cattolici(4)
- Álvaro de Abranches e Noronha, vescovo cattolico portoghese (Lisbona, n. 1661 - † 1746)
- Álvaro de Mendoza, vescovo cattolico spagnolo (Jaca, † 1631)
- Álvaro del Portillo, vescovo cattolico e ingegnere spagnolo (Madrid, n. 1914 - Roma, † 1994)
- Álvaro de la Quadra, vescovo cattolico e diplomatico spagnolo (Napoli, n. 1516 - Londra, † 1563)

## Senza attività specificata(1)
- Álvaro Rodríguez de Sarria,  spagnolo († 1167)